# Марунич Ольга Іванівна
О́льга Іва́нівна Мару́нич (нар. 19 вересня 1918, с. Могильне сучасного Гайворонського р-ну Одеської обл. — пом. 18 серпня 1965) — українська журналіст, педагог і поетеса.

## Життєпис
Народилася в сім'ї службовця. Працювала на Смілянському машинобудівному заводі. Закінчила філологічний факультет Київського педагогічного інституту (1940). Працювала педагогом і журналістом.

## Творчість
Авторка збірки поезій «Цвіт на калині» (1959).
Багато її віршів покладено на музику. На слова О. Марунич була створена кантата «Слава жінкам-трудівницям» (композитор — Ю. Рожавська, 1950); пісня «Вогні Києва» (композитор — B. А. Лукашов). Її перу належать також переклади кількох романсів Ф. Шопена — «Посланець», «Гарний хлопець», «Перстень»
Член Спілки письменників СРСР з 1963 року.